# Sharknado (filmserie)

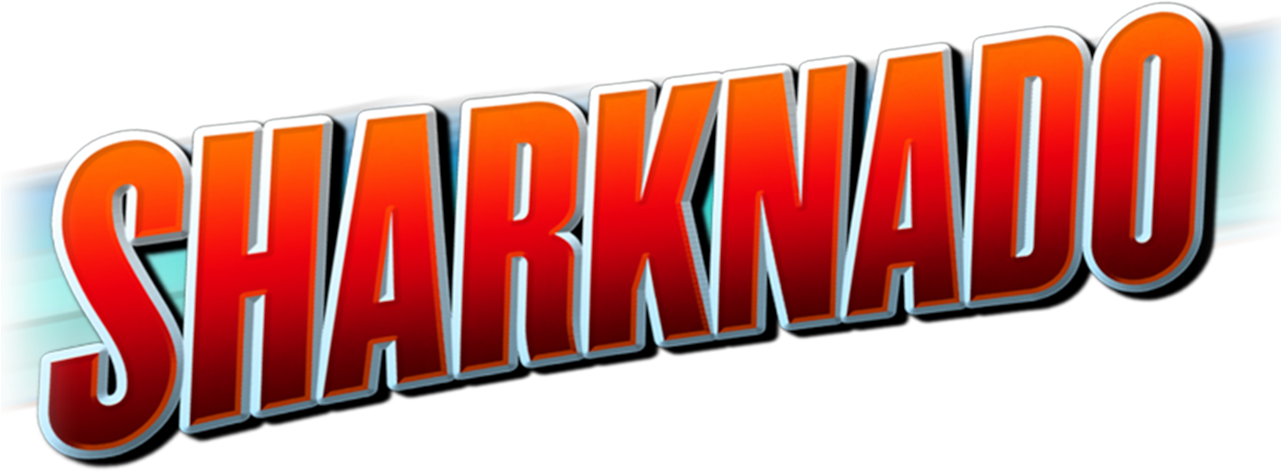
Sharknado-logo

Sharknado is een serie van zes rampen/actiekomedie/sciencefiction televisiefilms die tussen 2013 en 2018 door Syfy zijn uitgebracht. De serie werd geregisseerd door Anthony C. Ferrante. Daarnaast verschenen er ook videogames, stripverhalen en de mockumentary Sharknado: Heart of Sharkness uit 2015. De eerste twee films kregen gemengde tot positieve recensies van critici, terwijl de andere films negatieve recensies kregen.
In de serie spelen Ian Ziering als Fin Shepard en Tara Reid als April Wexler een koppel dat overal waar ze komen geconfronteerd worden met "sharknado's", tornado's gevuld met haaien.

## Films

### Sharknado (2013)
Een bizarre tornado treft Los Angeles, waardoor mensetende haaien opgeschept worden en overal in de stad terechtkomen. Bareigenaar en surfer Fin (Ian Ziering) gaat samen met zijn vrienden op pad om zijn ex-vrouw April (Tara Reid) en hun tienerdochter Claudia te redden voordat de "sharknado" hen bereikt.

### Sharknado 2: The Second One (2014)
Terwijl Fin en April in New York zijn om het boek van April, How to Survive a Sharknado and Other Unnatural Disasters, over de sharknado in Los Angeles te promoten, wordt de stad getroffen door een zware storm met nieuwe "sharknado's" tot gevolg.

### Sharknado 3: Oh Hell No! (2015)
Na de gebeurtenissen in de vorige film zijn Fin en April hertrouwd en verwachten ze nog een kind. Voor zijn heldendaden in de sharknado-gevechten in Los Angeles en New York reist Fin naar Washington D.C. om een onderscheiding van de president in ontvangst te nemen. Maar wanneer hij daar is, ontstaat er een nieuwe serie "sharknado's" langsheen de oostkust van de Verenigde Staten richting Florida.

### Sharknado: The 4th Awakens (2016)
Er zijn ondertussen vijf jaar verstreken sinds de gebeurtenissen in de vorige film. Er zijn geen incidenten meer geweest nadat de firma Astro-X een anti-sharknadosysteem ontwikkeld heeft, tot er in Las Vegas een "sharknado" ontstaat waar het systeem niet tegen opgewassen is. Dat is de start van een hele serie sharknado-varianten gevuld met koeien, hagel of vuur, die op de meest onverwachte plaatsen opduiken. Opnieuw is het aan Fin en zijn companen om in actie te schieten.
Bij de première van Sharknado 3 werd bevestigd dat er een vierde film zou volgen.  Sharknado 3 eindigt met een cliffhanger over de vraag of April al dan niet wordt gedood door vallende brokstukken. Via  een Twitter-campagne konden fans haar lot bepalen met de hashtags "#AprilLives" of "#AprilDies", waarvan de resultaten werden onthuld aan het begin van Sharknado 4. De titel en poster van deze vierde film zijn een parodie op Star Wars: The Force Awakens.

### Sharknado 5: Global Swarming (2017)
Fin en zijn bondgenoten ontketenen per ongeluk een nieuwe golf van "sharknado's" wanneer ze een oud apparaat deactiveren dat de sharknado's onder controle hield. De daaropvolgende stormen escaleren tot het punt dat ze de planeet verwoesten, waardoor alleen Fin in leven blijft, totdat hij opgewacht wordt door een tijdreizende versie van zijn zoon Gil.
De vijfde Sharknado-film zou Sharknado 5... Earth 0 gaan heten, maar in juni 2017 werd de titel onthuld als Sharknado 5: Global Swarming met de slogan "Make America Bait Again", een verwijzing naar de politieke slogan "Make America Great Again", gepopulariseerd door de toenmalige president Donald Trump. Er werd gefilmd in meer dan vijf landen, waaronder Groot-Brittannië, Australië en Bulgarije.

### The Last Sharknado: It's About Time (2018)
Nu Fin de laatste overlevende is, reist hij door de tijd om zijn zogenaamd overleden bondgenoten te verzamelen (die door Gil net voor hun dood uit hun tijdlijn weggeplukt werden) en te proberen om de eerste van de moderne "sharknado's" te voorkomen. Nadat hij sharknado's onschadelijk weet te maken bij de ridders in Camelot, tijdens de Amerikaanse Onafhankelijkheidsoorlog en in het Wilde Westen, slaagt Fin er uiteindelijk in om de oer-sharknado te identificeren en te vernietigen voordat deze kan escaleren in de wereldwijde catastrofe waarvan hij getuige is geweest. Hierdoor ontstaat een nieuwe tijdlijn waarin Fin nog steeds de gewone bareigenaar is uit de originele film en omringd wordt door zijn uitgebreide familie.
In maart 2018 bevestigde Syfy dat dit het laatste deel van de serie zou worden.

## Spin-offs

### Lavalantula (2015)
Lavalantula is een spin-off van Sharknado over vuurspuwende vogelspinnen die grote schade aanrichten in Los Angeles, met in de hoofdrol een deel van de cast van Police Academy. De film bevat een gastoptreden van Ian Ziering als Fin Shepard, waardoor de link gelegd wordt met het Sharknado-universum.

### 2 Lava 2 Lantula (2016)
2 Lava 2 Lantula is een vervolg op Lavalantula en ging in première op Syfy op 6 augustus 2016. Een deel van de cast uit de originele film keerde terug, waaronder Steve Guttenberg, Marion Ramsey en Michael Winslow.

### 2025 Armageddon (2022)
2025 Armageddon is een cross-overfilm die uitgebracht is om de 25e verjaardag van The Asylum te vieren. In deze film gebruikt een buitenaards ras Sharknado naast andere films van The Asylum als basis voor monsters die gestuurd zijn om de aarde aan te vallen. De film werd in december 2022 uitgebracht via digitale kanalen.

## Rolbezetting en filmploeg

### Rolbezetting
Deze tabel bevat alleen personages die in meer dan één film in de serie voorkomen.
| Personages       | Sharknado       | Sharknado 2: The Second One | Sharknado 3: Oh Hell No!         | Sharknado: The 4th Awakens       | Sharknado 5: Global Swarming     | The Last Sharknado: It's About Time |
| Personages       | 2013            | 2014                        | 2015                             | 2016                             | 2017                             | 2018                                |
| ---------------- | --------------- | --------------------------- | -------------------------------- | -------------------------------- | -------------------------------- | ----------------------------------- |
| Fin Shepard      | Ian Ziering     | Ian Ziering                 | Ian Ziering                      | Ian Ziering                      | Ian Ziering                      | Ian Ziering                         |
| April Wexler     | Tara Reid       | Tara Reid                   | Tara Reid                        | Tara Reid                        | Tara Reid                        | Tara Reid                           |
| Claudia Shepard  | Aubrey Peeples  |                             | Ryan Newman                      | Ryan Newman                      |                                  | Ryan Newman                         |
| Nova Clarke      | Cassie Scerbo   |                             | Cassie Scerbo                    |                                  | Cassie Scerbo                    | Cassie Scerbo                       |
| Matt Shepard     | Chuck Hittinger |                             |                                  | Cody Linley                      | Cody Linley                      | Chuck Hittinger                     |
| George           | John Heard      |                             |                                  |                                  |                                  | John Heard (archiefbeelden)         |
| Martin Brody     |                 | Mark McGrath                | Mark McGrath                     |                                  |                                  | Mark McGrath                        |
| Skye             |                 | Vivica A. Fox               |                                  |                                  |                                  | Vivica A. Fox                       |
| Mick and Cameron |                 |                             | Jedward (John and Edward) Grimes | Jedward (John and Edward) Grimes | Jedward (John and Edward) Grimes |                                     |
| Gil Shepard      |                 |                             | David Hasselhoff                 | David Hasselhoff                 |                                  |                                     |
| Gemini           |                 |                             |                                  | Masiela Lusha                    | Masiela Lusha                    | Masiela Lusha                       |
| Gil Shepard Jr.  |                 |                             |                                  | Christopher en Nicholas Shone    | Billy BarrattDolph Lundgren      | Dolph LundgrenChris Owen            |

### Filmploeg
|                  | Sharknado             | Sharknado 2: The Second One      | Sharknado 3: Oh Hell No!                  | Sharknado: The 4th Awakens       | Sharknado 5: Global Swarming     | The Last Sharknado: It's About Time |
| 2013             | 2014                  | 2015                             | 2016                                      | 2017                             | 2018                             |                                     |
| ---------------- | --------------------- | -------------------------------- | ----------------------------------------- | -------------------------------- | -------------------------------- | ----------------------------------- |
| Regisseur        | Anthony C. Ferrante   | Anthony C. Ferrante              | Anthony C. Ferrante                       | Anthony C. Ferrante              | Anthony C. Ferrante              | Anthony C. Ferrante                 |
| Producent        | David Michael Latt    | David Michael Latt               | David Michael Latt                        | David Michael Latt               | David Michael Latt               | David Michael Latt                  |
| Scenarist        | Thunder Levin         | Thunder Levin                    | Thunder Levin                             | Thunder Levin                    | Scotty Mullen                    | Scotty Mullen                       |
| Montage          | William Boodell       | Ana Florit Vashi Nedomansky      | Christopher Roth                          | Ana Florit                       | Ana Florit Ryan Mitchelle        | Ryan Mitchelle                      |
| Cinematografie   | Ben Demaree           | Ben Demaree                      | Ben Demaree Laura Beth Love Scott Wheeler | Laura Beth Love                  | Ryan Broomberg                   | Pătru Păunescu                      |
| Muziek           | Ramin Kousha          | Christopher Cano Chris Ridenhour | Christopher Cano Chris Ridenhour          | Christopher Cano Chris Ridenhour | Christopher Cano Chris Ridenhour | Christopher Cano Chris Ridenhour    |
| Productiebedrijf | Syfy Films The Asylum | Syfy Films The Asylum            | Syfy Films The Asylum                     | Syfy Films The Asylum            | Syfy Films The Asylum            | Syfy Films The Asylum               |
| Distributeur     | Syfy                  | Syfy                             | Syfy                                      | Syfy                             | Syfy                             | Syfy                                |

## Ontvangst

### Kijkcijfers
| Film                                | Première         | Kijkcijfers (miljoenen) | 18–49 waardering | Budget                  | Ref           |
| ----------------------------------- | ---------------- | ----------------------- | ---------------- | ----------------------- | ------------- |
| Sharknado                           | 11 juli 2013     | 1,37                    | onbekend         | $2.000.000              | [ 13 ]        |
| Sharknado 2: The Second One         | 30 juli 2014     | 3,87                    | 1,6              | $1.500.000 – $2.000.000 | [ 14 ] [ 15 ] |
| Sharknado 3: Oh Hell No!            | 22 juli 2015     | 2,81                    | 0,9              | $2.400.000              | [ 16 ]        |
| Sharknado: The 4th Awakens          | 31 juli 2016     | 2,77                    | 0,8              | $3.000.000              | [ 17 ]        |
| Sharknado 5: Global Swarming        | 6 augustus 2017  | 1,89                    | 0,6              | $5.000.000              | [ 18 ] [ 19 ] |
| The Last Sharknado: It's About Time | 19 augustus 2018 | 1,42                    | 0,3              | $3.000.000              | [ 20 ]        |

### Score
| Film                                | Rotten Tomatoes    | Metacritic        |
| ----------------------------------- | ------------------ | ----------------- |
| Sharknado                           | 75% (20 recensies) | — (3 recensies)   |
| Sharknado 2: The Second One         | 61% (31 recensies) | 50 (17 recensies) |
| Sharknado 3: Oh Hell No!            | 36% (33 recensies) | 53 (19 recensies) |
| Sharknado: The 4th Awakens          | 14% (14 recensies) | 35 (7 recensies)  |
| Sharknado 5: Global Swarming        | 30% (10 recensies) | —                 |
| The Last Sharknado: It's About Time | 27% (11 recensies) | 22 (5 recensies)  |

## Andere media

### Computerspel

#### Sharknado: The Video Game
Sharknado: The Video Game is een computerspel uit 2014, ontwikkeld door Other Ocean Interactive en uitgegeven door Majesco Entertainment. Het was gebaseerd op Sharknado 2: The Second One en werd op 25 juli 2014 uitgebracht voor iOS. In 2017 werd het uit de App Store verwijderd.

### Boek

#### How to Survive a Sharknado
How to Survive a Sharknado and Other Unnatural Disasters: Fight Back When Monsters and Mother Nature Attack is een boek van Andrew Shaffer, een echte versie van het boek in de film Sharknado 2: The Second One.

### Stripverhaal

#### Archie vs. Sharknado
Archie vs. Sharknado is een eenmalig stripverhaal dat uitgegeven wordt door Archie Comics en gelijktijdig  met Sharknado 3: Oh Hell No! uitkwam op 22 juli 2015. Het gaat over het fictieve stadje Riverdale dat getroffen wordt door een storm van sharknado's en Archie en de bende die ermee te maken krijgen. Het verhaal is geschreven door Sharknado-regisseur Anthony C. Ferrante, de illustraties zijn van Archie-tekenaar Dan Parent. Het stripverhaal kreeg een gemiddelde score van 7,2/10 op basis van 15 recensies bij Comic Book Roundup.

### Documentaires

#### Sharknado: Feeding Frenzy (2015)
Sharknado: Feeding Frenzy is een documentaire over het maken van de filmreeks.

#### Sharknado: Heart of Sharkness (2015)
Deze mockumentary vertelt het verhaal van David Moore, de filmmaker die voor het eerst droomde van "haaien in een tornado" en rampen veroorzaakte door echte haaien te gebruiken. Het is geschreven en geregisseerd door Jeremy Wagener en op 6 oktober 2015 uitgebracht op video-on-demand.

#### The Real Sharknado (2021)
Tijdens de "week van de haai" in 2021 zond Discovery Channel op 14 juli 2021 een speciaal programma uit, gepresenteerd door Ian Ziering en Tara Reid, waarin zij veel van de haaienmythen uit de filmreeks ontkrachtten.